# Henri Tort-Nouguès
Henri Tort-Nouguès, né à Coursan dans l'Aude le 19 novembre 1921 et mort à Toulouse le 20 mars 2001, est un enseignant, philosophe et essayiste français. Franc-maçon il est grand-maître de la Grande Loge de France de 1983 à 1985.

## Biographie
Henri Tort-Nouguès commence ses études à l'école communale de Coursan, son grand-père Antoine Nouguès en est le directeur, ses parents, les instituteurs. Après des études secondaires à Narbonne et à la faculté de lettres de Toulouse, il devient l’élève de Ferdinand Alquié  à Montpellier. Il le rencontre souvent chez son oncle Pierre Sire à Carcassonne. Henri Tort-Nouguès voue tout au long de sa vie une grande admiration pour Alquié, dont il partage les conceptions philosophiques. À Carcassonne, il rencontre le poète Joë Bousquet dans sa chambre et fréquente ses amis comme René Nelli[réf. nécessaire].
Après des études à la Sorbonne dans laquelle il rencontre Alain (philosophe), il enseigne dans des lycées de province et à Paris comme professeur de lettres classiques et de philosophie[réf. nécessaire].
En 1949, Henri Tort est initié en franc-maçonnerie au sein de la loge maçonnique « La libre pensée » de Narbonne appartenant au  Grand Orient de France. En 1964, il adhère à la loge « L'union des peuples » de la Grande Loge de France. Il gravit les échelons de l'obédience et devient grand-maître en 1983 et jusqu'en 1985,. De retour, dans sa région d'origine, pour y prendre sa retraite, Henri Tort-Nouguès s'installe à Carcassonne, au cœur de la cité médiévale, dans la maison de Pierre et Maria Sire. De 1996 à 1999, il occupe les fonctions de président de l'Association des amis du festival de Carcassonne et donne de multiples conférences.
Henri Tort-Nouguès meurt à Toulouse le 20 mars 2001 et est inhumé à Coursan. Dans cette commune, une rue inaugurée par le maire Gilbert Pla porte le nom d'Henri Tort-Nouguès. Le 30 août 2001, c'est le foyer municipal de Fontiers-Cabardès qui a cet honneur. La comédienne Claire de Beaumont déclama Les lettres de la religieuse portugaise accompagné au violoncelle par Olivier de Monès Delpujol, descendant d'une vieille famille de la commune. Henri Tort-Nouguès qui possédait une résidence secondaire dans le village, au pied du bosquet, donnait depuis trois ans chaque été, une conférence au foyer communal,.

## Œuvres
- Règles et principes de la franc-maçonnerie traditionnelle, Grande Loge de France, 1984
- Écrits maçonniques, Grande Loge de France, 1985
- L'ordre maçonnique, Éditions Trédaniel, 1990
- L'idée maçonnique, essai sur une philosophie de la franc-maçonnerie, Éditions Albin Michel, 1995  (ISBN 979-1-02-420022-4)
- Lumière & secret de la franc-maçonnerie, Éditions Trédaniel, 1996  (ISBN 2-85707-812-9)
- Lecture des tableaux de loge. Rite écossais, Éditions Trédaniel, 1999  (ISBN 978-2-84445-074-6)
- Le temple maçonnique, symbolisme et initiation, Grande Loge de France, 2000

## Hommage biographique
- Collectif, Hommage à Henri-Tort Nouguès et à Paul Naudon, Éditions Point de vue initiatiques n°127, 134.p, 2002  (ISBN 978-2-902116-27-0)

## Conférences radiophoniques
- La franc-maçonnerie et sa relation avec le monde politique, 1984[8]
- Les origines de la Franc-Maçonnerie, France Culture, 1996
- Émission de radio en hommage à l'ancien Grand maître de la Grande Loge de France, 21 juillet 2013[9]

## Conférences publiques

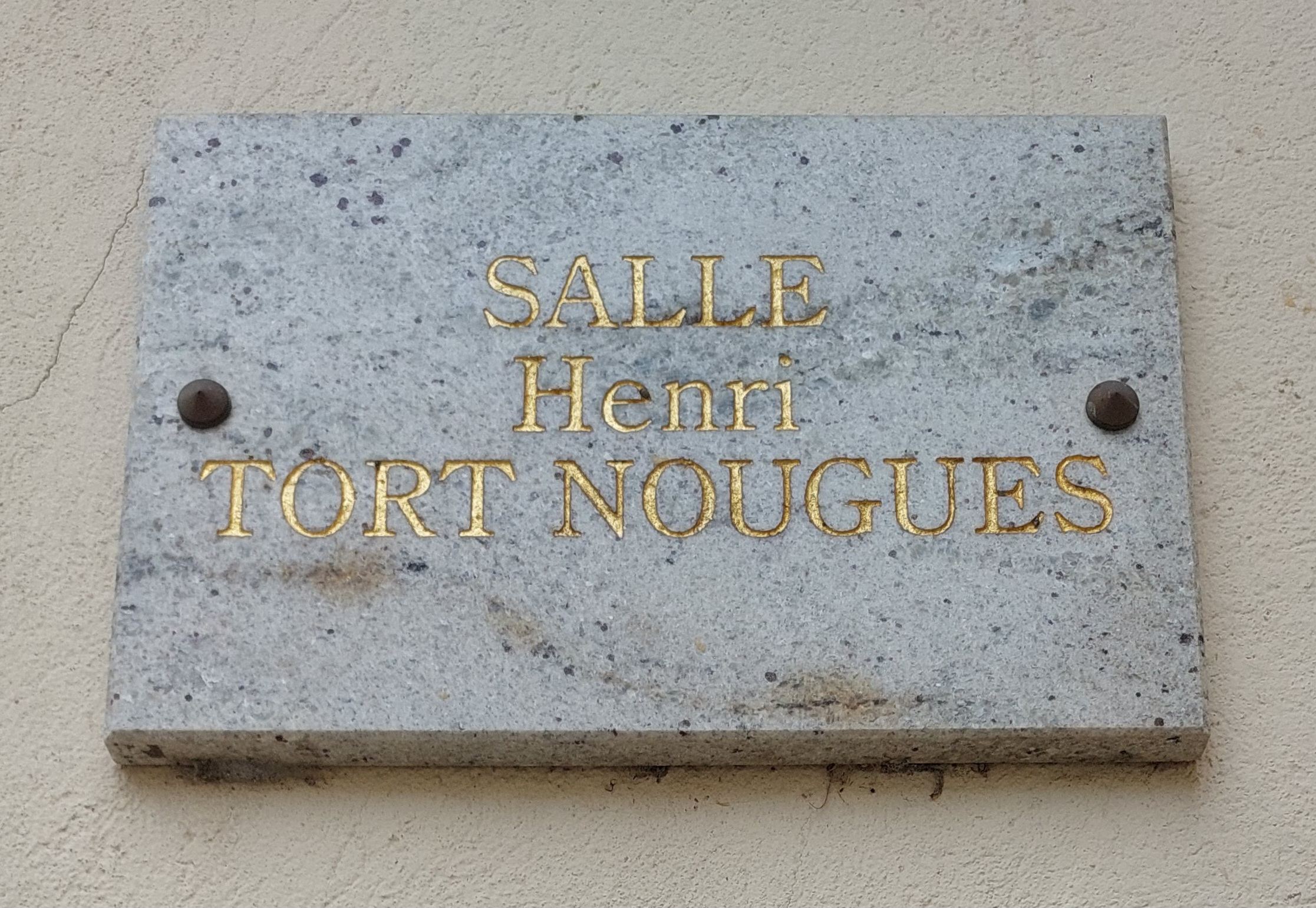
La plaque portant le nom d'Henri Tort-Nouguès visible sur le foyer municipal de Fontiers-Cabardès

- La plaque portant le nom d'Henri Tort-Nouguès visible sur le foyer municipal de Fontiers-CabardèsNapoléon n'a jamais existé. Foyer municipal de Fontiers-Cabardès. 3 octobre 1998.
- L'homme, la culture et la gastronomie. Foyer municipal de Fontiers-Cabardès. 19 août 1999.
- Amour et poésie. Embarquement pour Cythère. Foyer municipal de Fontiers-Cabardès. 17 août 2000[10].

## Décorations
- Chevalier de la Légion d'honneur (1985)
- Chevalier de l'ordre des Palmes académiques (1971)